# Lesyan Cousin Otomuro
Lesyan Osvaldo Cousin Otomuro (ur. 9 kwietnia 1991) – jamajski zapaśnik walczący w stylu klasycznym. Zajął dziewiętnaste miejsce na mistrzostwach świata w 2018. Brązowy medalista mistrzostw panamerykańskich w 2020. Trzeci na mistrzostwach Ameryki Środkowej i Karaibów w 2018 roku.